# Ljubić
Ljubić är en bergskedja i Bosnien och Hercegovina.   Den ligger i entiteten Republika Srpska, i den centrala delen av landet, 120 km nordväst om huvudstaden Sarajevo.
Ljubić sträcker sig 3,2 km i nord-sydlig riktning. Den högsta toppen är Svinjar, 594 meter över havet.
Topografiskt ingår följande toppar i Ljubić:
- Klupe
- Miramorje
- Orlovski Vis
- Svinjar
- Svinjarica

Omgivningarna runt Ljubić är en mosaik av jordbruksmark och naturlig växtlighet. Runt Ljubić är det ganska tätbefolkat, med 67 invånare per kvadratkilometer.